# Lorentz Larson

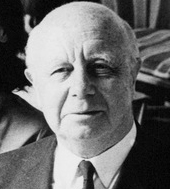
Lorentz Larson 1966.

Charles Lorentz Larson, född 5 november 1894 i USA, död 25 juli 1981 i Falkenberg, var en svensk litteraturvetare, författare och samhällsdebattör.
Som samhällsdebattör hade Lorentz under 1950-talet en kritisk inställning till tecknade serier och gav även ut en bok i ämnet. Filmen Hoppsan! från 1955 gav en ironiserande syn på denna debatt.

## Priser och utmärkelser
- Gulliver-priset 1975